# Lars Mogatæus
Lars Mogatæus, död 10 februari 1681, var en svensk borgmästare.

## Biografi
Mogatæus var son till kyrkoherden Olavus Bjässe (1593–1654) och Gertrud Olofsdotter i Mogata församling. Han arbetade som borgmästare i Söderköpings stad och avled 1681.